# Tour of Oman 2012
Die 3. Tour of Oman (dt. Oman-Rundfahrt) war ein Radrennen in Oman, das vom 14. bis zum 19. Februar 2012 stattfand. Es wurde in sechs Etappen über eine Gesamtdistanz von 875 Kilometern ausgetragen. Das Etappenrennen war Teil der UCI Asia Tour 2012 und dort in die Kategorie 2.HC eingestuft.
Der Slowake Peter Velits von Omega Pharma-Quickstep sicherte sich mit einem knappen Vorsprung auf den italienischen Vuelta-Sieger Vincenzo Nibali (Liquigas-Cannondale) und den Franzosen Tony Gallopin (RadioShack-Nissan) den Gesamtsieg.

## Teilnehmer
Insgesamt elf ProTeams wurden von der veranstaltenden Amaury Sport Organisation eingeladen. Außerdem nahmen noch drei Professional Continental Teams und zwei asiatische Continental Teams teil. Alle teilnehmenden Mannschaften hatten, wie schon im Vorjahr, bereits einige Tage zuvor an der Katar-Rundfahrt partizipiert. Acht Deutsche, fünf Schweizer und ein Österreicher wurden nominiert.
| UCI ProTeams Sky ProCycling RadioShack-Nissan Liquigas-Cannondale                                          | Katusha Team GreenEdge Cycling Team Omega Pharma-Quickstep | Garmin-Barracuda Lotto Belisol Team BMC Racing Team | FDJ-Big Mat Rabobank Cycling Team |
| UCI Professional Continental Teams Project 1t4i Farnese Vini-Selle Italia Champion System Pro Cycling Team |                                                            |                                                     |                                   |
| UCI Continental Teams Bridgestone Anchor RTS Racing Team                                                   |                                                            |                                                     |                                   |

## Etappen und Rennverlauf
Die ersten drei Tagesabschnitte verliefen ohne größere topographische Schwierigkeiten in der Nähe des Golfes von Oman. Den Massensprint der ersten Etappe gewann der Deutsche André Greipel (Lotto Belisol Team), auf der zweiten Etappe siegte Peter Sagan (Liquigas-Cannondale), der damit auch das rote Trikot des Gesamtführenden übernahm. Auf der dritten Etappe gab es einen deutschen Doppelsieg, Marcel Kittel (Project 1t4i) siegte in einem erneuten Massensprint vor André Greipel, der durch seinen zweiten Platz auch die Gesamtführung von Peter Sagan übernehmen konnte. Die leicht hügelige vierte Etappe konnte erneut André Greipel für sich entscheiden, der damit sein Rotes Trikot erfolgreich verteidigen konnte.
Die Vorentscheidung um den Gesamtsieg fiel auf der fünften Etappe, die ins Landesinnere wie schon im Vorjahr hinauf auf den „Green Mountain“ führte, der 5,8 Kilometer lang und durchschnittlich 10,3 % steil war. Der Italiener Vincenzo Nibali (Liquigas-Cannondale) siegte zeitgleich vor dem Slowaken Peter Velits (Omega Pharma-Quick Step), der durch seinen zweiten Platz die Führung in der Gesamtwertung mit einem Vorsprung von einer Sekunde auf Nibali übernahm. Alle Angriffe Nibalis auf der flachen Schlussetappe, auf der Marcel Kittel seinen zweiten Tagessieg feierte, blieben erfolglos, weshalb Peter Velits mit einem hauchdünnen Vorsprung die Rundfahrt gewinnen konnte.
| Etappe | Tag         | Start – Ziel                                                  | Typ         | km    | Etappensieger   | Gesamtwertung |
| ------ | ----------- | ------------------------------------------------------------- | ----------- | ----- | --------------- | ------------- |
| 1.     | 14. Februar | Al Alam Royal Place > Wadi Al Hoqay                           | Flachetappe | 159   | André Greipel   | André Greipel |
| 2.     | 15. Februar | Sur > Wadi-Dayqah-Damm                                        | Flachetappe | 140,5 | Peter Sagan     | Peter Sagan   |
| 3.     | 16. Februar | Al Awabi (Al Alya) > Muscat Heights                           | Flachetappe | 144,5 | Marcel Kittel   | André Greipel |
| 4.     | 17. Februar | Bidbid > Al Wadi Al Kabir                                     | Flachetappe | 142,5 | André Greipel   | André Greipel |
| 5.     | 18. Februar | Royal Opera House, Muscat > Jabal Al Akhdhar (Green Mountain) | Bergetappe  | 158   | Vincenzo Nibali | Peter Velits  |
| 6.     | 19. Februar | Al Khawd > Matrah Corniche                                    | Flachetappe | 130,5 | Marcel Kittel   | Peter Velits  |